# كارفور بلانيت
 كارفور بلانيت  شركة فرنسية تابعة لمجموعة كارفور الدولية.

## القصة
في 2010 فُتِحت محلات كارفور بلانيت بفرنسا وبلجيكا وفي إل بينار دي إل هييرو بإسبانيا.
في نهاية 2011 كامت النتائج إيجابية مما جعل 89 محل كارفور بأروبا يصبح كارفور بلانيت، 37 بفرنسا 37 بإسبانيا 1 باليونان